# Список наград и номинаций сериала «Во все тяжкие»
За всё время трансляции сериал «Во все тяжкие» участвовал в 350 номинациях и получил 137 наград. Американская телевизионная академия присудила сериалу 16 прайм-таймовых премий «Эмми», включая 2 премии «Эмми» за лучший драматический сериал в 2013 и 2014 году. «Во все тяжкие» был отмечен двумя премиями Пибоди в 2008 и 2013 годах. Ассоциация телевизионных критиков дважды назвала сериал «Программой года», чего прежде удостаивался только «Клан Сопрано». К тому же сериал в 2010 и 2012 годах заслужил премию Ассоциации телевизионных критиков за выдающиеся достижения в драме. В 2009, 2010 и 2013 годах «Во все тяжкие» получил премию «Спутник» за лучший телевизионный драматический сериал, а в 2009, 2010 и 2013 годах — премию «Сатурн» за лучший телесериал, сделанный для кабельного телевидения. Гильдия сценаристов США три года подряд в 2012, 2013 и 2014 называла «Во все тяжкие» лучшим драматическим сериалом и поместила его на 13 позицию в своём рейтинге «101 лучшего сериала всех времён». Голливудская ассоциация иностранной прессы в 2014 году наградила «Во все тяжкие» премией «Золотой глобус» за лучший драматический сериал. Американский институт киноискусства называл «Во все тяжкие» в числе 10 лучших телесериалов в 2008, 2010, 2011, 2012 и 2013 годах. Ассоциация телевизионных журналистов назвала «Во все тяжкие» лучшим драматическим сериалом в 2013 и 2014 году, наградив создателей премией «Выбор телевизионных критиков». Британская академия кино и телевизионных искусств в 2014 году отметила сериал премией BAFTA как лучшую международную программу. В 2013 году сериал награждён премией «Золотая Нимфа» и People’s Choice Awards.
Съёмочная группа сериала была отмечена 2 премиями Гильдии режиссёров Америки, 2 премиями Гильдии продюсеров США, 5 премиями Американской ассоциации монтажёров, 1 премией Американской гильдии гримёров, 1 премией Организации аудиомонтажёров кино. Сценаристов наградили 6 премиями Гильдии сценаристов США и премией ПЕН-клуба США за лучший телесценарий. Актёрский состав сериала был отмечен в 2014 году премией Гильдии киноактёров США за лучший актёрский состав в драматическом сериале и премией Американского общества специалистов по кастингу в 2015 году.
Брайан Крэнстон за исполнение роли Уолтера Уайта получил 4 премии «Эмми» за лучшую мужскую роль в драматическом телесериале в 2008, 2009, 2010 и 2014 годах. Гильдия киноактёров США дважды наградила его за лучшую мужскую роль в драматическом сериале в 2013 и 2014 году. Крэнстон также был награждён премией Ассоциации телевизионных критиков за личные достижения в драме в 2009 году и премией «Спутник» за лучшую мужскую роль в драматическом сериале в 2009, 2010 и 2013 году. Ассоциация телевизионных журналистов отметила его премией «Выбор телевизионных критиков» как лучшего актёра в драматическом сериале в 2012 и 2013 годах. Дважды Крэнстон был награждён премией «Сатурн» лучшему актёру на телевидении в 2012 и 2013 годах. В 2014 году Голливудская ассоциация иностранной прессы вручила актёру премию «Золотой глобус» за лучшую мужскую роль в телевизионном драматическом сериале.
За роли второго плана награды получили Аарон Пол, Анна Ганн, Джанкарло Эспозито, Джонатан Бэнкс. Аарон Пол трижды был удостоен премии «Эмми» за лучшую мужскую роль второго плана в драматическом телесериале в 2010, 2012 и 2014 году. Трижды получил премию «Сатурн» лучшему актёру второго плана на телевидении в 2010, 2012 и 2014 году. В 2013 году он получил премию «Спутник». В 2014 году он был награждён премией «Выбор телевизионных критиков» лучшему актёру второго плана в драматическом телесериале. Анна Ганн получила две премии «Эмми» за лучшую женскую роль второго плана в 2013 и 2014 году. Джанкарло Эспозито был награждён премией «Выбор телевизионных критиков» лучшему актёру второго плана в драматическом телесериале в 2012 году. Джонатан Бэнкс получил премию «Сатурн» лучшему актёру второго плана на телевидении в 2013 году.

## Премия «Эмми»
Прайм-таймовая премия «Эмми» — главная американская награда в области телевидения, ежегодно вручаемая Американской телевизионной академией. Первая церемония вручения состоялась в 1949 году и первоначально называлась просто «Премия Эмми», вплоть до 1972 года пока не была создана Дневная премия «Эмми». «Эмми» считается телевизионным эквивалентом «Оскара» (для кино), премии «Грэмми» (для музыки) и премии «Тони» (для театра).
Награды «Эмми» представляют разные сектора индустрии американского телевидения и церемонии вручения наград проводятся ежегодно, но в разные месяцы каждая в своей области. Наиболее известными, освещаемыми в прессе и престижными являются Прайм-тайм премия «Эмми» и Дневная премия «Эмми», отмечающие лучшие работы в прайм-тайм и дневном эфирах соответственно. Творческая церемония «Эмми» проводится за неделю до вручения прайм-таймовой премии «Эмми». На церемонии награждаются лучшие режиссёры, костюмеры, гримёры, звукорежиссёры, операторы и другие технические телевизионные специалисты.

### Прайм-таймовая премия «Эмми»
| Год  | Категория                                                     | Номинант(ы) | Результат |
| ---- | ------------------------------------------------------------- | --- | --------- |
| 2008 | Лучшая режиссура драматического телесериала                   | Винс Гиллиган (эпизод «Пилотная серия»)                                                                                         | Номинация |
| 2008 | Лучшая мужская роль в драматическом телесериале               | Брайан Крэнстон (эпизод «Пилотная серия»)                                                                                       | Победа    |
| 2009 | Лучший драматический сериал                                   | «Во все тяжкие» (эпизоды «Попандос», «Игра в прятки», «Лучше звоните Солу», «Четыре дня отсутствия», «Феникс», «Альбукерке»)    | Номинация |
| 2009 | Лучшая мужская роль в драматическом телесериале               | Брайан Крэнстон (эпизод «Феникс»)                                                                                               | Победа    |
| 2009 | Лучшая мужская роль второго плана в драматическом телесериале | Аарон Пол (эпизод «Игра в прятки»)                                                                                              | Номинация |
| 2010 | Лучший драматический сериал                                   | «Во все тяжкие» (эпизоды «Хватит!», «Закат», «Одна минута», «Муха», «Полумеры», «Полная мера»)                                  | Номинация |
| 2010 | Лучшая режиссура драматического телесериала                   | Мишель Макларен (эпизод «Одна минута»)                                                                                          | Номинация |
| 2010 | Лучшая мужская роль в драматическом телесериале               | Брайан Крэнстон (эпизод «Полная мера»)                                                                                          | Победа    |
| 2010 | Лучшая мужская роль второго плана в драматическом телесериале | Аарон Пол (эпизод «Полумеры»)                                                                                                   | Победа    |
| 2012 | Лучший драматический сериал                                   | «Во все тяжкие» (эпизоды «Канцелярский нож», «Здоровье», «Проблемный пёс», «Фальшпол», «Конец света», «Без лица»)               | Номинация |
| 2012 | Лучшая режиссура драматического телесериала                   | Винс Гиллиган (эпизод «Без лица»)                                                                                               | Номинация |
| 2012 | Лучшая мужская роль в драматическом телесериале               | Брайан Крэнстон (эпизод «Фальшпол»)                                                                                             | Номинация |
| 2012 | Лучшая мужская роль второго плана в драматическом телесериале | Аарон Пол (эпизод «Конец света»)                                                                                                | Победа    |
| 2012 | Лучшая мужская роль второго плана в драматическом телесериале | Джанкарло Эспозито (эпизод «Братья»)                                                                                            | Номинация |
| 2012 | Лучшая женская роль второго плана в драматическом телесериале | Анна Ганн (эпизод «Загнанный в угол»)                                                                                           | Номинация |
| 2012 | Лучший приглашённый актёр в драматическом телесериале         | Марк Марголис (эпизод «Без лица»)                                                                                               | Номинация |
| 2013 | Лучший драматический сериал                                   | «Во все тяжкие» (эпизоды «Опасные условия», «Пятьдесят один», «Мёртвый груз», «Выкуп», «Произнеси моё имя», «Летящий над всем») | Победа    |
| 2013 | Лучшая режиссура драматического телесериала                   | Мишель Макларен (эпизод «Летящий над всем»)                                                                                     | Номинация |
| 2013 | Лучший сценарий драматического телесериала                    | Джордж Мастрас (эпизод «Мёртвый груз»)                                                                                          | Номинация |
| 2013 | Лучший сценарий драматического телесериала                    | Томас Шнауц (эпизод «Произнеси моё имя»)                                                                                        | Номинация |
| 2013 | Лучшая мужская роль в драматическом телесериале               | Брайан Крэнстон (эпизод «Произнеси моё имя»)                                                                                    | Номинация |
| 2013 | Лучшая мужская роль второго плана в драматическом телесериале | Джонатан Бэнкс (эпизод «Произнеси моё имя»)                                                                                     | Номинация |
| 2013 | Лучшая мужская роль второго плана в драматическом телесериале | Аарон Пол (эпизод «Выкуп») | Номинация |
| 2013 | Лучшая женская роль второго плана в драматическом телесериале | Анна Ганн (эпизод «Пятьдесят один»)                                                                                             | Победа    |
| 2014 | Лучший драматический сериал                                   | «Во все тяжкие» (эпизоды «Признания», «Бешеный пёс», «Тохаджилли», «Озимандия», «Гранитный штат», «Фелина»)                     | Победа    |
| 2014 | Лучшая режиссура драматического телесериала                   | Винс Гиллиган (эпизод «Фелина»)                                                                                                 | Номинация |
| 2014 | Лучший сценарий драматического телесериала                    | Винс Гиллиган (эпизод «Фелина»)                                                                                                 | Номинация |
| 2014 | Лучший сценарий драматического телесериала                    | Мойра Уолли-Бекетт (эпизод «Озимандия»)                                                                                         | Победа    |
| 2014 | Лучшая мужская роль в драматическом телесериале               | Брайан Крэнстон (эпизод «Озимандия»)                                                                                            | Победа    |
| 2014 | Лучшая женская роль второго плана в драматическом телесериале | Анна Ганн (эпизод «Озимандия»)                                                                                                  | Победа    |
| 2014 | Лучшая мужская роль второго плана в драматическом телесериале | Аарон Пол (эпизод «Признания»)                                                                                                  | Победа    |

### Творческая церемония «Эмми»
| Год  | Категория                                                                | Номинант(ы) | Результат |
| ---- | ------------------------------------------------------------------------ | --- | --------- |
| 2008 | Лучшая киносъёмка одночасового сериала                                   | Джон Толл (эпизод «Пилотная серия») | Номинация |
| 2008 | Лучший монтаж драматического сериала, снятого одной камерой              | Линн Виллингхэм (эпизод «Пилотная серия») | Победа    |
| 2009 | Лучшая киносъёмка одночасового сериала                                   | Майкл Словис (эпизод «Альбукерке») | Номинация |
| 2009 | Лучший монтаж драматического сериала, снятого одной камерой              | Линн Виллингхэм (эпизод «Альбукерке») | Победа    |
| 2010 | Лучшая киносъёмка одночасового сериала                                   | Майкл Словис (эпизод «Хватит!») | Номинация |
| 2010 | Лучший монтаж драматического сериала, снятого одной камерой              | Скип Макдональд (эпизод «Хватит!») | Номинация |
| 2010 | Лучший монтаж звука в сериале                                            | Ник Форшагер, Кэтрин Мэдсен, Марк Куксон, Кормак Фунге, Джейн Богель, Джейсон Ньюман, Грегг Барбанелл, Доминик Декаудаин-Табач (эпизод «Хватит!») | Номинация |
| 2012 | Лучшая киносъёмка одночасового сериала                                   | Майкл Словис (эпизод «Без лица») | Номинация |
| 2012 | Лучший монтаж драматического сериала, снятого одной камерой              | Келли Диксон (эпизод «Конец света») | Номинация |
| 2012 | Лучший монтаж драматического сериала, снятого одной камерой              | Скип Макдональд (эпизод «Без лица») | Номинация |
| 2012 | Лучший монтаж звука в сериале                                            | Ник Форшагер, Джейсон Трего Ньюман, Кэтрин Мэдсен, Марк Куксон, Кормак Фунге, Джейн Богель, Джефф Кранфорд (эпизод «Без лица»)                    | Номинация |
| 2012 | Лучший монтаж звука в комедийном или драматическом сериале (одночасовой) | Дэррил Л. Франк, Джефф Перкинс, Эрик Джастен (эпизод «Без лица»)                                                                                  | Номинация |
| 2012 | Лучшие визуальные эффекты в сериале                                      | Уильям Паулоски, Грег Никотеро, Брюс Бранит, Вернер Ханлайн (эпизод «Без лица»)                                                                   | Номинация |
| 2013 | Лучшая киносъёмка одночасового сериала                                   | Майкл Словис (эпизод «Летящий над всем») | Номинация |
| 2013 | Лучший монтаж драматического сериала, снятого одной камерой              | Келли Диксон (эпизод «Летящий над всем») | Победа    |
| 2013 | Лучший монтаж драматического сериала, снятого одной камерой              | Скип Макдональд (эпизод «Мёртвый груз») | Номинация |
| 2013 | Лучший монтаж звука в сериале                                            | Ник Форшагер, Джейсон Трего Ньюман, Кэтрин Мэдсен, Марк Куксон, Кормак Фунге, Джейн Богель, Джефф Кранфорн (эпизод «Мёртвый груз»)                | Номинация |
| 2013 | Лучший монтаж звука в комедийном или драматическом сериале (одночасовой) | Дэррил Л. Франк, Джефф Перкинс, Эрик Джастен (эпизод «Мёртвый груз»)                                                                              | Номинация |
| 2014 | Лучший кастинг для драматического сериала                                | Шэрон Биали, Шерри Томас, Киира Араи | Номинация |
| 2014 | Лучший грим в сериале, снятом одной камерой                              | Тарра Дэй, Кори Велк (эпизод «Озимандия») | Номинация |
| 2014 | Лучшая киносъёмка одночасового сериала                                   | Майкл Словис (эпизод «Гранитный штат») | Номинация |
| 2014 | Лучший монтаж драматического сериала, снятого одной камерой              | Келли Диксон и Крис Маккалеб (эпизод «Гранитный штат»)                                                                                            | Номинация |
| 2014 | Лучший монтаж драматического сериала, снятого одной камерой              | Келли Диксон (эпизод «Тохаджилли») | Номинация |
| 2014 | Лучший монтаж драматического сериала, снятого одной камерой              | Скип Макдональд (эпизод «Фелина») | Победа    |
| 2014 | Лучший сложный грим в сериале                                            | Тарра Дэй, Стив Лапорт, Грег Никотеро, Стефан Дюпюи, Говард Бергер                                                                                | Номинация |
| 2014 | Лучший монтаж звука в сериале                                            | эпизод «Фелина» | Номинация |
| 2014 | Лучший монтаж звука в комедийном или драматическом сериале (одночасовой) | Дэррил Л. Франк, Джефф Перкинс, Эрик Джастен (эпизод «Фелина»)                                                                                    | Номинация |

## Премия «Золотой глобус»
«Золотой глобус» — американская премия, присуждаемая Голливудской ассоциацией иностранной прессы с 1944 года за кинофильмы и телевизионные картины. Вручается каждый год в январе по результатам голосования примерно 90 международных журналистов, живущих в Голливуде.
| Год  | Категория                                                 | Номинант        | Результат |
| ---- | --------------------------------------------------------- | --------------- | --------- |
| 2011 | Лучшая мужская роль в телевизионном драматическом сериале | Брайан Крэнстон | Номинация |
| 2012 | Лучшая мужская роль в телевизионном драматическом сериале | Брайан Крэнстон | Номинация |
| 2013 | Лучший драматический сериал                               | «Во все тяжкие» | Номинация |
| 2013 | Лучшая мужская роль в телевизионном драматическом сериале | Брайан Крэнстон | Номинация |
| 2014 | Лучший драматический сериал                               | «Во все тяжкие» | Победа    |
| 2014 | Лучшая мужская роль в телевизионном драматическом сериале | Брайан Крэнстон | Победа    |
| 2014 | Лучшая мужская роль второго плана в телесериале           | Аарон Пол       | Номинация |

## Премия Американской ассоциации звукорежиссёров
Премия Американской ассоциации звукорежиссёров (CAS Awards), была учреждена в 1964 году и присуждается за выдающиеся достижения в сфере сведения звука в кино и на телевидении.
| Год  | Категория                                                           | Номинант                | Результат |
| ---- | ------------------------------------------------------------------- | ----------------------- | --------- |
| 2012 | Выдающиеся достижения в сведении звука для телесериала              | (эпизод «Без лица»)     | Номинация |
| 2013 | Выдающиеся достижения в сведении звука для одночасового телесериала | (эпизод «Мёртвый груз») | Номинация |
| 2014 | Выдающиеся достижения в сведении звука для одночасового телесериала | (эпизод «Фелина»)       | Номинация |

## Премия Американской ассоциации монтажёров
Премия Американской ассоциации монтажёров, также известная как премия «Эдди» — ежегодная американская награда за выдающиеся достижения в области монтажа кино и телевидения. Учреждена в 1962 году Американской ассоциацией монтажёров.
| Год  | Категория                                                    | Номинант                                                    | Результат |
| ---- | ------------------------------------------------------------ | ----------------------------------------------------------- | --------- |
| 2009 | Лучший монтаж часового сериала для коммерческого телевидения | Линн Виллингхэм (эпизод «Пилотная серия»)                   | Победа    |
| 2010 | Лучший монтаж часового сериала для коммерческого телевидения | Линн Виллингхэм (эпизод «Альбукерке»)                       | Победа    |
| 2011 | Лучший монтаж часового сериала для коммерческого телевидения | Келли Диксон (эпизод «Закат»)                               | Номинация |
| 2012 | Лучший монтаж часового сериала для коммерческого телевидения | Келли Диксон (эпизод «Конец света»)                         | Номинация |
| 2012 | Лучший монтаж часового сериала для коммерческого телевидения | Скип Макдональд (эпизод «Без лица»)                         | Победа    |
| 2013 | Лучший монтаж часового сериала для коммерческого телевидения | Келли Диксон (эпизод «Летящий над всем»)                    | Номинация |
| 2013 | Лучший монтаж часового сериала для коммерческого телевидения | Скип Макдональд (эпизод «Мёртвый груз»)                     | Победа    |
| 2014 | Лучший монтаж часового сериала для коммерческого телевидения | Келли Диксон и Крис Маккалеб (эпизод «Гранитный штат»)      | Номинация |
| 2014 | Лучший монтаж часового сериала для коммерческого телевидения | Скип Макдональд и Шеридан Уильямс-Сотело (эпизод «Зарытое») | Номинация |
| 2014 | Лучший монтаж часового сериала для коммерческого телевидения | Скип Макдональд (эпизод «Озимандия»)                        | Номинация |
| 2014 | Лучший монтаж часового сериала для коммерческого телевидения | Скип Макдональд (эпизод «Фелина»)                           | Победа    |

## Премия Американской гильдии гримёров
Американская гильдия гримёров вручает награды за лучший грим и прически в кино и телепостановках.
| Год  | Категория                             | Номинант                        | Результат |
| ---- | ------------------------------------- | ------------------------------- | --------- |
| 2014 | Лучший грим в современном сериале     | Тарра Д. Дэй и Шейла Трухильо   | Победа    |
| 2014 | Лучшие прически в современном сериале | Джорди Шеффер и Кармен Л. Джонс | Номинация |

## Премия Американского института киноискусства
Американский институт киноискусства, начиная с 2000 года, составляет список 10 лучших фильмов и телесериалов по итогам года и отмечает их своей премией.
| Год  | Категория                        | Номинант                                   | Результат |
| ---- | -------------------------------- | ------------------------------------------ | --------- |
| 2008 | 10 лучших телевизионных программ | Первый сезон «Во все тяжкие»               | Победа    |
| 2010 | 10 лучших телевизионных программ | Третий сезон «Во все тяжкие»               | Победа    |
| 2011 | 10 лучших телевизионных программ | Четвёртый сезон «Во все тяжкие»            | Победа    |
| 2012 | 10 лучших телевизионных программ | Первая часть пятого сезона «Во все тяжкие» | Победа    |
| 2013 | 10 лучших телевизионных программ | Вторая часть пятого сезона «Во все тяжкие» | Победа    |

## Премия Американского общества композиторов, авторов и издателей
Американское общество композиторов, авторов и издателей ежегодно присуждает свою награду в 7 категориях, в частности за музыку к фильмам и телесериалам.
| Год  | Категория         | Номинант(ы) | Результат |
| ---- | ----------------- | ----------- | --------- |
| 2009 | Лучший телесериал | Дэйв Портер | Победа    |
| 2013 | Лучший телесериал | Дэйв Портер | Победа    |

## Премия Американского общества специалистов по кастингу
С октября 1985 года, Американское общество специалистов по кастингу присуждает награду Artios Awards за лучший подбор актерских ансамблей в фильмах, театральных постановках и на телевидении.
| Год  | Категория                                 | Номинант                  | Результат |
| ---- | ----------------------------------------- | ------------------------- | --------- |
| 2010 | Лучший кастинг драматического телесериала | Шэрон Биали и Шерри Томас | Номинация |
| 2012 | Лучший кастинг драматического телесериала | Шэрон Биали и Шерри Томас | Номинация |
| 2015 | Лучший кастинг драматического телесериала | Шэрон Биали и Шерри Томас | Победа    |

## Премия Ассоциации телевизионных критиков
Премия Ассоциации телевизионных критиков — ежегодная американская премия за выдающиеся достижения в области телевидения. Награда учреждена в 1984 году Ассоциацией телевизионных критиков.
| Год  | Категория                     | Номинант        | Результат |
| ---- | ----------------------------- | --------------- | --------- |
| 2008 | Лучшая новая программа        | «Во все тяжкие» | Номинация |
| 2009 | Личные достижения в драме     | Брайан Крэнстон | Победа    |
| 2009 | Выдающиеся достижения в драме | «Во все тяжкие» | Номинация |
| 2010 | Личные достижения в драме     | Брайан Крэнстон | Номинация |
| 2010 | Личные достижения в драме     | Аарон Пол       | Номинация |
| 2010 | Выдающиеся достижения в драме | «Во все тяжкие» | Победа    |
| 2010 | Программа года                | «Во все тяжкие» | Номинация |
| 2012 | Личные достижения в драме     | Брайан Крэнстон | Номинация |
| 2012 | Выдающиеся достижения в драме | «Во все тяжкие» | Победа    |
| 2012 | Программа года                | «Во все тяжкие» | Номинация |
| 2013 | Личные достижения в драме     | Брайан Крэнстон | Номинация |
| 2013 | Выдающиеся достижения в драме | «Во все тяжкие» | Номинация |
| 2013 | Программа года                | «Во все тяжкие» | Победа    |
| 2014 | Личные достижения в драме     | Брайан Крэнстон | Номинация |
| 2014 | Выдающиеся достижения в драме | «Во все тяжкие» | Номинация |
| 2014 | Программа года                | «Во все тяжкие» | Победа    |

## Премия Британской академии кино и телевизионных искусств
Премия BAFTA — награда, ежегодно вручаемая Британской академией кино и телевизионных искусств за достижения в области телевидения. Премия вручается с 1955 года и является британским аналогом премии «Эмми» в США.
| Год  | Категория                               | Номинант                                                | Результат |
| ---- | --------------------------------------- | ------------------------------------------------------- | --------- |
| 2014 | Лучшая международная программа          | Винс Гиллиган, Марк Джонсон, Джордж Мастрас, Сэм Кэтлин | Победа    |
| 2014 | Премия зрительских симпатий Radio Times | «Во все тяжкие»                                         | Номинация |

## Премия «Выбор телевизионных критиков»
Основанная в 2011 году американская премия «Выбор телевизионных критиков» вручается ежегодно Ассоциацией телевизионных журналистов.
| Год  | Категория                                                 | Номинант           | Результат |
| ---- | --------------------------------------------------------- | ------------------ | --------- |
| 2012 | Лучшая мужская роль в драматическом сериале               | Брайан Крэнстон    | Победа    |
| 2012 | Лучший драматический сериал                               | «Во все тяжкие»    | Номинация |
| 2012 | Лучшая мужская роль второго плана в драматическом сериале | Джанкарло Эспозито | Победа    |
| 2012 | Лучшая мужская роль второго плана в драматическом сериале | Аарон Пол          | Номинация |
| 2012 | Лучшая женская роль второго плана в драматическом сериале | Анна Ганн          | Номинация |
| 2013 | Лучшая мужская роль в драматическом сериале               | Брайан Крэнстон    | Победа    |
| 2013 | Лучший драматический сериал                               | «Во все тяжкие»    | Победа    |
| 2013 | Лучшая мужская роль второго плана в драматическом сериале | Джонатан Бэнкс     | Номинация |
| 2013 | Лучшая женская роль второго плана в драматическом сериале | Анна Ганн          | Номинация |
| 2014 | Лучшая мужская роль в драматическом сериале               | Брайан Крэнстон    | Номинация |
| 2014 | Лучший драматический сериал                               | «Во все тяжкие»    | Победа    |
| 2014 | Лучшая мужская роль второго плана в драматическом сериале | Аарон Пол          | Победа    |
| 2014 | Лучшая женская роль второго плана в драматическом сериале | Анна Ганн          | Номинация |

## Премия Гильдии киноактёров США
Премия Гильдии киноактёров США — американская кинопремия, присуждается Гильдией киноактёров США с 1995 года за кинофильмы и телевизионные сериалы. Премия является одной из самых престижных в мире киноиндустрии.
| Год  | Категория                                       | Номинант        | Результат |
| ---- | ----------------------------------------------- | --------------- | --------- |
| 2010 | Лучшая мужская роль в драматическом сериале     | Брайан Крэнстон | Номинация |
| 2011 | Лучшая мужская роль в драматическом сериале     | Брайан Крэнстон | Номинация |
| 2012 | Лучшая мужская роль в драматическом сериале     | Брайан Крэнстон | Номинация |
| 2012 | Лучший актёрский состав в драматическом сериале | «Во все тяжкие» | Номинация |
| 2013 | Лучшая мужская роль в драматическом сериале     | Брайан Крэнстон | Победа    |
| 2013 | Лучший каскадёрский ансамбль в телесериалах     | «Во все тяжкие» | Номинация |
| 2013 | Лучший актёрский состав в драматическом сериале | «Во все тяжкие» | Номинация |
| 2014 | Лучшая мужская роль в драматическом сериале     | Брайан Крэнстон | Победа    |
| 2014 | Лучшая женская роль в драматическом сериале     | Анна Ганн       | Номинация |
| 2014 | Лучший актёрский состав в драматическом сериале | «Во все тяжкие» | Победа    |
| 2014 | Лучший каскадёрский ансамбль в телесериалах     | «Во все тяжкие» | Номинация |

## Премия Гильдии продюсеров США
Премия Гильдии продюсеров США — ежегодная награда, вручаемая за выдающиеся достижения в кинематографе и телевидении Гильдией продюсеров Америки начиная с 1990 года.
| Год  | Категория                              | Номинант | Результат |
| ---- | -------------------------------------- | --- | --------- |
| 2010 | Лучший продюсер драматического сериала | Винс Гиллиган, Марк Джонсон, Мелисса Бернштейн, Стюарт Лайонс, Карен Мур | Номинация |
| 2011 | Лучший продюсер драматического сериала | Мелисса Бернштейн, Винс Гиллиган, Марк Джонсон, Стюарт Лайонс, Мишель Макларен | Номинация |
| 2013 | Лучший продюсер драматического сериала | Мелисса Бернштейн, Сэм Кэтлин, Брайан Крэнстон, Винс Гиллиган, Питер Гулд, Марк Джонсон, Стюарт Лайонс, Мишель Макларен, Джордж Мастрас, Диана Мерсер, Томас Шнауц, Мойра Уолли-Беккет    | Номинация |
| 2014 | Лучший продюсер драматического сериала | Мелисса Бернштейн, Сэм Кэтлин, Брайан Крэнстон, Гиллиган, Питер Гулд, Марк Джонсон, Стюарт Лайонс, Мишель Макларен, Джордж Мастрас, Диана Мерсер, Томас Шнауц, Мойра Уолли-Беккет         | Победа    |
| 2015 | Лучший продюсер драматического сериала | Винс Гиллиган, Марк Джонсон, Мишель Макларен, Мелисса Бернштейн, Сэм Кэтлин, Питер Гулд, Джордж Мастрас, Томас Шнауц, Мойра Уолли-Беккет, Стюарт А. Лайонс, Диана Мерсер, Брайан Крэнстон | Победа    |

## Премия Гильдии режиссёров Америки
Премия Гильдии режиссёров Америки — ежегодная американская премия за выдающиеся достижения в области режиссуры кино и телевидения. Награда учреждена в 1948 году.
| Год  | Категория                               | Номинант                                   | Результат |
| ---- | --------------------------------------- | ------------------------------------------ | --------- |
| 2011 | Лучшая режиссура драматического сериала | Винс Гиллиган (эпизод «Без лица»)          | Номинация |
| 2012 | Лучшая режиссура драматического сериала | Райан Джонсон (эпизод «Пятьдесят один»)    | Победа    |
| 2013 | Лучшая режиссура драматического сериала | Брайан Крэнстон (эпизод «Кровавые деньги») | Номинация |
| 2013 | Лучшая режиссура драматического сериала | Винс Гиллиган (эпизод «Фелина»)            | Победа    |

## Премия Гильдии сценаристов США
Премия Гильдии сценаристов США — ежегодная награда, вручаемая за выдающиеся достижения в кинематографе, телевидении и радио Гильдией сценаристов Америки начиная с 1949 года.
| Год  | Категория                                        | Номинант | Результат |
| ---- | ------------------------------------------------ | --- | --------- |
| 2009 | Лучший сценарий в эпизоде драматического сериала | Винс Гиллиган (эпизод «Пилотная серия»)                                                                                | Победа    |
| 2009 | Лучший сценарий в эпизоде драматического сериала | Пэтти Лин (эпизод «Серое вещество»)                                                                                    | Номинация |
| 2009 | Лучший сценарий нового сериала                   | Винс Гиллиган, Питер Гулд, Пэтти Лин, Джордж Мастрас                                                                   | Номинация |
| 2010 | Лучший сценарий в драматическом сериале          | Сэм Кэтлин, Винс Гиллиган, Питер Гулд, Джордж Мастрас, Джон Шибан, Мойра Уолли-Бекетт                                  | Номинация |
| 2010 | Лучший сценарий в эпизоде драматического сериала | Джон Шибан (эпизод «Феникс»)                                                                                           | Номинация |
| 2011 | Лучший сценарий в драматическом сериале          | Сэм Кэтлин, Винс Гиллиган, Питер Гулд, Дженнифер Хатчисон, Джордж Мастрас, Томас Шнауц, Джон Шибан, Мойра Уолли-Бекетт | Номинация |
| 2011 | Лучший сценарий в эпизоде драматического сериала | Дженнифер Хатчисон (эпизод «Я вижу тебя»)                                                                              | Номинация |
| 2011 | Лучший сценарий в эпизоде драматического сериала | Джордж Мастрас (эпизод «Я.Т.Т. (Я трахнула Теда)»)                                                                     | Номинация |
| 2012 | Лучший сценарий в драматическом сериале          | Сэм Кэтлин, Винс Гиллиган, Питер Гулд, Дженнифер Хатчисон, Джордж Мастрас, Томас Шнауц, Мойра Уолли-Бекетт             | Победа    |
| 2012 | Лучший сценарий в эпизоде драматического сериала | Винс Гиллиган (эпизод «Канцелярский нож»)                                                                              | Победа    |
| 2012 | Лучший сценарий в эпизоде драматического сериала | Томас Шнауц и Мойра Уолли-Бекетт (эпизод «Конец света»)                                                                | Номинация |
| 2013 | Лучший сценарий в драматическом сериале          | Сэм Кэтлин, Винс Гиллиган, Питер Гулд, Дженнифер Хатчисон, Джордж Мастрас, Томас Шнауц, Мойра Уолли-Бекетт             | Победа    |
| 2013 | Лучший сценарий в эпизоде драматического сериала | Дженнифер Хатчисон (эпизод «Выкуп»)                                                                                    | Номинация |
| 2013 | Лучший сценарий в эпизоде драматического сериала | Джордж Мастрас (эпизод «Мёртвый груз»)                                                                                 | Номинация |
| 2013 | Лучший сценарий в эпизоде драматического сериала | Сэм Кэтлин (эпизод «Пятьдесят один»)                                                                                   | Номинация |
| 2013 | Лучший сценарий в эпизоде драматического сериала | Томас Шнауц (эпизод «Произнеси моё имя»)                                                                               | Номинация |
| 2014 | Лучший сценарий в драматическом сериале          | Сэм Кэтлин, Винс Гиллиган, Питер Гулд, Дженнифер Хатчисон, Джордж Мастрас, Томас Шнауц, Мойра Уолли-Бекетт             | Победа    |
| 2014 | Лучший сценарий в эпизоде драматического сериала | Томас Шнауц (эпизод «Зарытое»)                                                                                         | Номинация |
| 2014 | Лучший сценарий в эпизоде драматического сериала | Дженнифер Хатчисон (эпизод «Признания»)                                                                                | Победа    |
| 2014 | Лучший сценарий в эпизоде драматического сериала | Питер Гулд (эпизод «Гранитный штат»)                                                                                   | Номинация |

## Премия Гильдии художников-постановщиков США
Гильдия художников-постановщиков США ежегодно присуждает свою награду художникам-постановщикам за дизайнерское оформление голливудских картин и популярных сериалов.
| Год  | Категория                                    | Номинант(ы)                    | Результат |
| ---- | -------------------------------------------- | ------------------------------ | --------- |
| 2014 | Одночасовой телесериал, снятый одной камерой | Марк Фриборн (эпизод «Фелина») | Номинация |

## Премия Гильдии художников по костюмам
Премия Гильдии художников по костюмам учреждена в 1999 году и вручается за лучший дизайн костюмов в области кино и телевидения.
| Год  | Категория                    | Номинант(ы)      | Результат |
| ---- | ---------------------------- | ---------------- | --------- |
| 2014 | Лучшие костюмы в телесериале | Дженнифер Брайан | Номинация |

## Премия «Золотая Нимфа»
Премия «Золотая Нимфа» вручается по итогам конкурсной программы телевизионного фестиваля в Монте-Карло.
| Год  | Категория                                     | Номинант(ы)     | Результат |
| ---- | --------------------------------------------- | --------------- | --------- |
| 2013 | Лучший международный драматический телесериал | «Во все тяжкие» | Победа    |
| 2013 | Лучший актёр в драматическом сериале          | Брайан Крэнстон | Победа    |
| 2013 | Лучшая актриса в драматическом сериале        | Анна Ганн       | Номинация |

## Премия «Молодой актёр»
Премия «Молодой актёр» ежегодно вручается «Фондом молодого актёра», начиная с 1979 года. Награда вручается талантливым молодым людям на телевидении и в кинематографе, которые часто находятся в тени своих старших, более известных коллег.
| Год  | Категория                                                         | Номинант(ы)  | Результат |
| ---- | ----------------------------------------------------------------- | ------------ | --------- |
| 2013 | Лучшее выступление в телесериале (молодой актёр в возрасте 17—21) | Ар-Джей Митт | Номинация |

## Премия Общества кинокритиков Лас-Вегаса
| Год  | Категория  | Номинант(ы)     | Результат |
| ---- | ---------- | --------------- | --------- |
| 2013 | Лучшее DVD | «Во все тяжкие» | Победа    |

## Премия Общества специалистов по визуальным эффектам
Общество специалистов по визуальным эффектам — организация, объединяющая более 2700 специалистов из 30 стран, имеющих отношение к визуальным эффектам. С 2003 года общество проводит церемонию вручения специальной награды более чем в 20 категориях, охватывавших телевидение, коммерческую рекламу, музыкальные видеоклипы и художественные фильмы.
| Год  | Категория                                                 | Номинант(ы)         | Результат |
| ---- | --------------------------------------------------------- | ------------------- | --------- |
| 2012 | Лучшие вспомогательные визуальные эффекты в телепрограмме | (эпизод «Без лица») | Номинация |

## Премия Организации аудиомонтажёров кино
Ежегодно, начиная с 1954 года, Организация аудиомонтажёров кино проводит церемонию вручения кинопремии Golden Reel Awards за достижения в области работы над звуком для кино и телевидения.
| Год  | Категория                                   | Номинант(ы)                                        | Результат |
| ---- | ------------------------------------------- | -------------------------------------------------- | --------- |
| 2012 | Аудиоэффекты или шумы в телевизионной серии | (эпизод «Без лица»)                                | Номинация |
| 2014 | Аудиоэффекты или шумы в телевизионной серии | Ник Форшагер (эпизод «Фелина»)                     | Победа    |
| 2014 | Диалоги и дублирование                      | Ник Форшагер и Кэтрин Мэдсен (эпизод «Тохаджилли») | Номинация |

## Премия ПЕН-клуба США
ПЕН-клуб — международная неправительственная организация, объединяющая профессиональных писателей, поэтов и журналистов, работающих в различных литературных жанрах. Основана в 1921 году и объединяет около 100 национальных ПЕН-клубов. ПЕН-клуб США вручает региональную премию в 11 категориях, начиная с 1982 года.
| Год  | Категория           | Номинант(ы)                                 | Результат |
| ---- | ------------------- | ------------------------------------------- | --------- |
| 2009 | Лучший телесценарий | Джордж Мастрас (эпизод «Пригоршня ничего»)  | Победа    |
| 2010 | Лучший телесценарий | Джон Шибан (эпизод «Феникс»)                | Номинация |
| 2010 | Лучший телесценарий | Мойра Уолли-Бекетт (эпизод «Конец бизнеса») | Номинация |

## Премия Пибоди
Премия Пибоди — ежегодная международная награда за выдающийся вклад в области радиовещания и телевидения. Отмечает достижения в области вещательной журналистики, создания документальных фильмов, образовательных, развлекательных и детских программ. Впервые была вручена в 1941 году и является одной из старейших премий в масс-медиа.
| Год  | Категория     | Номинант(ы)     | Результат |
| ---- | ------------- | --------------- | --------- |
| 2008 | Премия Пибоди | «Во все тяжкие» | Победа    |
| 2014 | Премия Пибоди | «Во все тяжкие» | Победа    |

## Премия «Призма»
Премия «Призма» вручается ежегодно с 1998 года Советом индустрии развлечений за точное отображение проблем наркотических зависимостей и психических отклонений в развлекательных программах.
| Год  | Категория                                  | Номинант        | Результат |
| ---- | ------------------------------------------ | --------------- | --------- |
| 2009 | Лучший драматический сериал                | «Во все тяжкие» | Победа    |
| 2009 | Лучшее выступление в драматическом сериале | Брайан Крэнстон | Номинация |
| 2010 | Лучший драматический сериал                | «Во все тяжкие» | Победа    |
| 2010 | Лучшее выступление в драматическом сериале | Аарон Пол       | Номинация |
| 2010 | Лучшее выступление в драматическом сериале | Брайан Крэнстон | Номинация |
| 2011 | Лучший драматический сериал                | «Во все тяжкие» | Номинация |
| 2011 | Лучшее выступление в драматическом сериале | Аарон Пол       | Победа    |
| 2011 | Лучшее выступление в драматическом сериале | Брайан Крэнстон | Номинация |
| 2013 | Лучший драматический сериал                | «Во все тяжкие» | Номинация |
| 2013 | Лучшее выступление в драматическом сериале | Аарон Пол       | Номинация |
| 2013 | Лучшее выступление в драматическом сериале | Брайан Крэнстон | Номинация |

## Премия сайта IGN
Премия присуждается ежегодно по итогам голосования, проводимого сайтом IGN.
| Год  | Категория                    | Номинант                          | Результат |
| ---- | ---------------------------- | --------------------------------- | --------- |
| 2008 | Лучший новый сериал          | «Во все тяжкие»                   | Номинация |
| 2008 | Лучший актёр                 | Брайан Крэнстон                   | Победа    |
| 2009 | Лучший телесериал            | «Во все тяжкие»                   | Победа    |
| 2009 | Лучший драматический сериал  | «Во все тяжкие»                   | Победа    |
| 2009 | Лучший актёр                 | Брайан Крэнстон                   | Победа    |
| 2010 | Лучший телесериал            | «Во все тяжкие»                   | Победа    |
| 2010 | Лучший драматический сериал  | «Во все тяжкие»                   | Номинация |
| 2010 | Лучший актёр                 | Брайан Крэнстон                   | Номинация |
| 2010 | Лучший эпизод                | «Полумеры»                        | Номинация |
| 2010 | Лучший телесериал на Blu-ray | Второй сезон «Во все тяжкие»      | Номинация |
| 2011 | Лучший телесериал            | «Во все тяжкие»                   | Победа    |
| 2011 | Лучший драматический сериал  | «Во все тяжкие»                   | Победа    |
| 2011 | Лучший актёр на телевидении  | Брайан Крэнстон                   | Победа    |
| 2011 | Лучший злодей на телевидении | Гус Фринг                         | Победа    |
| 2011 | Лучший сюжетный поворот      | Ландыш                            | Номинация |
| 2011 | Лучший эпизод                | «Здоровье»                        | Номинация |
| 2011 | Лучший телесериал на Blu-ray | Третий сезон «Во все тяжкие»      | Номинация |
| 2012 | Лучший телесериал            | «Во все тяжкие»                   | Победа    |
| 2012 | Лучший драматический сериал  | «Во все тяжкие»                   | Победа    |
| 2012 | Лучший актёр на телевидении  | Брайан Крэнстон                   | Номинация |
| 2012 | Лучший эпизод                | «Мёртвый груз»                    | Номинация |
| 2013 | Лучший телесериал            | «Во все тяжкие»                   | Победа    |
| 2013 | Лучший драматический сериал  | «Во все тяжкие»                   | Победа    |
| 2013 | Лучший актёр                 | Брайан Крэнстон                   | Победа    |
| 2013 | Лучший злодей                | Тодд Алкист                       | Победа    |
| 2013 | Лучший эпизод                | «Озимандия»                       | Победа    |
| 2013 | Лучший DVD или Blu-ray       | Полное издание сериала на Blu-ray | Победа    |

## Премия «Сатурн»
Премия «Сатурн» — американская награда, вручаемая Академией научной фантастики, фэнтези и фильмов ужасов, начиная с 1972 года по результатам голосования членов Академии.
| Год  | Категория                                               | Номинант           | Результат |
| ---- | ------------------------------------------------------- | ------------------ | --------- |
| 2009 | Лучшая телепостановка                                   | «Во все тяжкие»    | Номинация |
| 2009 | Лучший актёр на телевидении                             | Брайан Крэнстон    | Номинация |
| 2010 | Лучший телесериал, сделанный для кабельного телевидения | «Во все тяжкие»    | Победа    |
| 2010 | Лучший актёр на телевидении                             | Брайан Крэнстон    | Номинация |
| 2010 | Лучшая актриса на телевидении                           | Анна Ганн          | Номинация |
| 2010 | Лучший актёр второго плана на телевидении               | Аарон Пол          | Победа    |
| 2010 | Лучшая гостевая роль в телесериале                      | Рэймонд Крус       | Номинация |
| 2011 | Лучший телесериал, сделанный для кабельного телевидения | «Во все тяжкие»    | Победа    |
| 2011 | Лучший актёр на телевидении                             | Брайан Крэнстон    | Номинация |
| 2011 | Лучший актёр второго плана на телевидении               | Дин Норрис         | Номинация |
| 2011 | Лучший актёр второго плана на телевидении               | Аарон Пол          | Номинация |
| 2011 | Лучшая гостевая роль в телесериале                      | Джанкарло Эспозито | Номинация |
| 2012 | Лучший телесериал, сделанный для кабельного телевидения | «Во все тяжкие»    | Победа    |
| 2012 | Лучший актёр на телевидении                             | Брайан Крэнстон    | Победа    |
| 2012 | Лучший актёр второго плана на телевидении               | Аарон Пол          | Победа    |
| 2012 | Лучший актёр второго плана на телевидении               | Джанкарло Эспозито | Номинация |
| 2012 | Лучшая гостевая роль в телесериале                      | Стивен Бауэр       | Номинация |
| 2012 | Лучшая гостевая роль в телесериале                      | Марк Марголис      | Номинация |
| 2013 | Лучшая телепостановка                                   | «Во все тяжкие»    | Победа    |
| 2013 | Лучший актёр на телевидении                             | Брайан Крэнстон    | Победа    |
| 2013 | Лучший актёр второго плана на телевидении               | Джонатан Бэнкс     | Победа    |
| 2013 | Лучшая актриса на телевидении                           | Анна Ганн          | Номинация |
| 2014 | Лучшая телепостановка                                   | «Во все тяжкие»    | Победа    |
| 2014 | Лучший актёр на телевидении                             | Брайан Крэнстон    | Номинация |
| 2014 | Лучшая актриса на телевидении                           | Анна Ганн          | Номинация |
| 2014 | Лучший актёр второго плана на телевидении               | Аарон Пол          | Победа    |
| 2014 | Лучшая гостевая роль в телесериале                      | Роберт Форстер     | Победа    |

## Премия «Спутник»
Премия «Спутник» — ежегодная награда, присуждаемая Международной академией прессы. Премия была основана в 1996 году в качестве альтернативы «Золотому глобусу».
| Год  | Категория                                   | Номинант           | Результат |
| ---- | ------------------------------------------- | ------------------ | --------- |
| 2009 | Лучший драматический сериал                 | «Во все тяжкие»    | Победа    |
| 2009 | Лучшая мужская роль в драматическом сериале | Брайан Крэнстон    | Победа    |
| 2010 | Лучший драматический сериал                 | «Во все тяжкие»    | Победа    |
| 2010 | Лучшая мужская роль в драматическом сериале | Брайан Крэнстон    | Победа    |
| 2010 | Лучшая мужская роль второго плана в сериале | Аарон Пол          | Номинация |
| 2011 | Лучший драматический сериал                 | «Во все тяжкие»    | Номинация |
| 2011 | Лучшая мужская роль в драматическом сериале | Брайан Крэнстон    | Номинация |
| 2012 | Лучший драматический сериал                 | «Во все тяжкие»    | Номинация |
| 2012 | Лучшая мужская роль в драматическом сериале | Брайан Крэнстон    | Номинация |
| 2012 | Лучшая мужская роль второго плана в сериале | Джанкарло Эспозито | Номинация |
| 2013 | Лучший драматический сериал                 | «Во все тяжкие»    | Победа    |
| 2013 | Лучшая мужская роль в драматическом сериале | Брайан Крэнстон    | Победа    |
| 2013 | Лучшая мужская роль второго плана в сериале | Аарон Пол          | Победа    |
| 2013 | Лучшая женская роль второго плана в сериале | Анна Ганн          | Номинация |

## Премия Эдгара Аллана По
Премия Эдгара Аллана По, названная в честь американского писателя Эдгара По, вручается ежегодно ассоциацией «Детективных писателей Америки».
| Год  | Категория                              | Номинант                             | Результат |
| ---- | -------------------------------------- | ------------------------------------ | --------- |
| 2010 | Лучший сценарий телевизионного эпизода | Джордж Мастрас (эпизод «Попандос»)   | Номинация |
| 2011 | Лучший сценарий телевизионного эпизода | Винс Гиллиган (эпизод «Хватит!»)     | Номинация |
| 2011 | Лучший сценарий телевизионного эпизода | Винс Гиллиган (эпизод «Полная мера») | Номинация |

## Премия Humanitas Prize
Кинопремия Humanitas Prize (Гуманитарная премия), основанная американским продюсером Элвудом Кисером в 1974 году, присуждается фильмам, провозглашающим человеческие ценности, достоинства и свободу.
| Год  | Категория                         | Номинант                                             | Результат |
| ---- | --------------------------------- | ---------------------------------------------------- | --------- |
| 2010 | Лучшая серия 60-минутного сериала | Дж. Робертс и Винс Гиллиган (эпизод «Игра в прятки») | Номинация |

## Премия Kerrang! Awards
Kerrang! Awards — ежегодная премия в области рок-музыки, вручаемая британским музыкальным журналом Kerrang!, начиная с 1993 года.
| Год  | Категория      | Номинант        | Результат |
| ---- | -------------- | --------------- | --------- |
| 2014 | Лучшее телешоу | «Во все тяжкие» | Номинация |

## Премия People’s Choice Awards
People’s Choice Awards — американская премия, которая присуждается деятелям поп-культуры по итогам зрительского голосования. Вручается ежегодно, начиная с 1975 года. До 2005 года победителя в каждой из номинаций выясняли с помощью социологического опроса, а затем было организовано голосование в Интернете.
| Год  | Категория                                  | Номинант        | Результат |
| ---- | ------------------------------------------ | --------------- | --------- |
| 2013 | Любимый сериал, по которому больше скучаем | «Во все тяжкие» | Победа    |
| 2013 | Любимый телевизионный антигерой            | Уолтер Уайт     | Номинация |